# Anteros ampyx
Anteros ampyx är en fjärilsart som beskrevs av Dru Drury 1782. Anteros ampyx ingår i släktet Anteros och familjen Riodinidae. Inga underarter finns listade i Catalogue of Life.